# Sulaihiden
Die Sulaihiden, arabisch بنو صليح, DMG Banū Ṣulaiḥ, waren eine ismailitische Dynastie im Jemen (1047–1138).

## Herrscher
- Ali as-Sulaihi (1047–1063)
- al-Mukarram Ahmad (1063–1086)
- Arwa bint Ahmad (1086–1138)

## Geschichte der Sulaihiden
Nachdem bereits 881 erste Missionare der (späteren) Fatimiden in den Jemen gekommen waren, verbreitete sich deren schiitische Lehre zu Beginn des 10. Jahrhunderts unter den Stämmen des Berglandes. 905 gelang Ali ibn al-Fadl sogar die Eroberung Sanaas, allerdings wurde seine Herrschaft von den Yuʿfiriden 916 wieder zerschlagen, nachdem Ali ibn al-Fadl ermordet worden war.
Trotz dieses Rückschlags dauerte die Mission der Fatimiden weiter an. 1046 bekannte sich Ali as-Sulaihi (1047–1066, möglicherweise auch 1080) zur ismailitischen Lehre und begründete als Vasall des Fatimiden-Kalifen die Dynastie der Sulaihiden (1047–1138). Er stammte aus der südwestlich von Sanaa gelegenen Bergregion Ḥarāz und unterwarf als dāʿī den gesamten Jemen. Sanaa kontrollierte er ab 1048, Saʿda ab 1062. Nach entsprechenden Siegen über die Zaiditen und, in der Tihama, über die Nadschahiden, konnte er seinen Einfluss sogar bis nach Mekka im Hedschas ausdehnen.
Nach Alis Ermordung durch die Nadschahiden von Zabid folgte ihm sein Sohn al-Mukarram Ahmad auf den Thron. Dessen Herrschaftszeit, die hinsichtlich ihres Beginnes nicht verlässlich dokumentiert ist, endete 1086. Zwar konnte Ahmad den Abfall der Nadschahiden nicht verhindern, doch blieben die Sulaihiden weiter die stärkste Macht im Jemen, als welche sie auch die boomende Hafenstadt Aden kontrollierten. Ahmads Nachfolgerin wurde seine Frau Arwa bint Ahmad (1086–1138). Diese verlegte die Hauptstadt von Sanaa nach Dschibla und war später verantwortlich für die Abspaltung der Tayyibiten vom Fatimiden-Kalifat. Mit ihrem Tod erlosch die Dynastie der Sulaihiden.